# Lều bia tại Oktoberfest

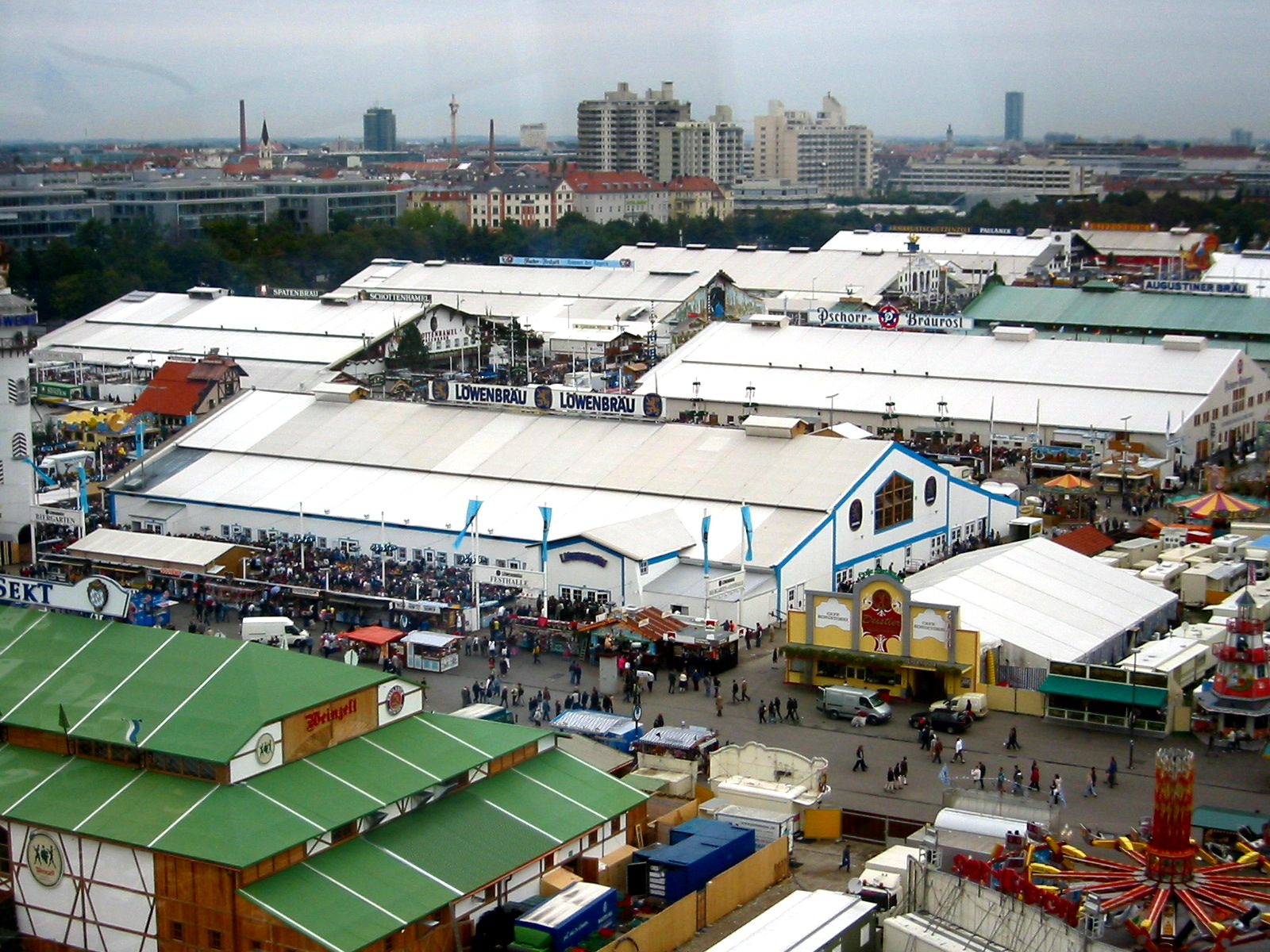
Lều bia nhìn từ Bánh xe khổng lồ (Riesenrad)

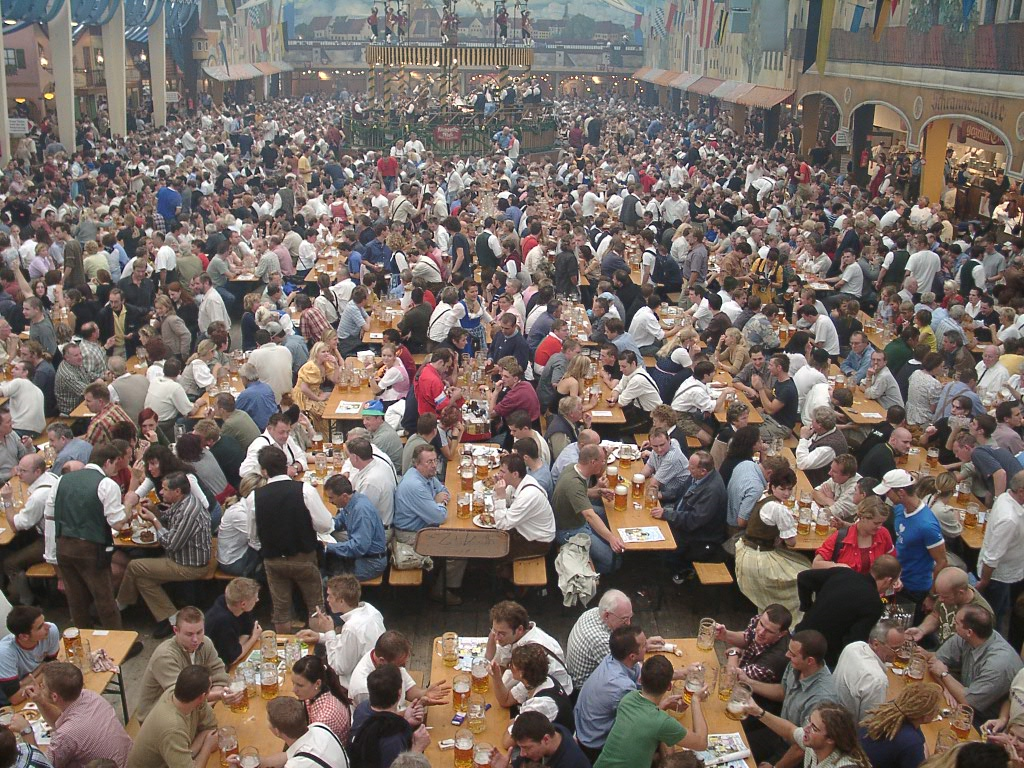
Bên trong một lều bia

Tại Oktoberfest có một số các lều bia do các chủ lều khác nhau điều hành, một số có truyền thống lâu đời. Một số lều thuộc các hãng bia trong thành phố. Người ta đã bắt đầu dựng lều bia cách đó 3 tháng trước khi lễ hội bắt đầu.

## Lều bia lớn

### Lều Armbrustschützen

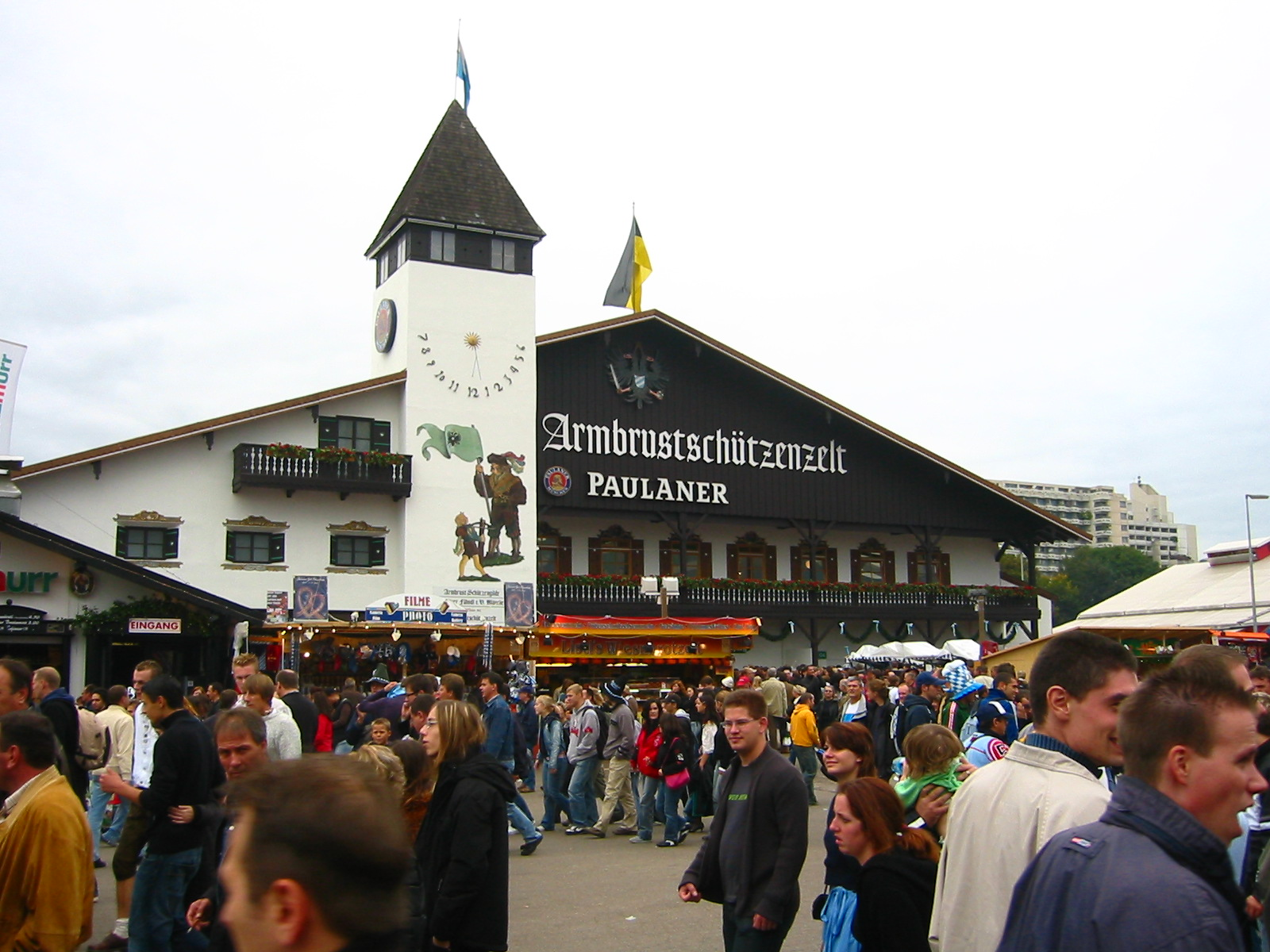
Armbrustschützenzelt

Armbrustschützenzelt (lều bắn nỏ) đã có từ 1895. Lều có 5.830 chỗ ngồi bên trong và 1.620 bên ngoài. Chủ lều là Peter Inselkammer, anh em của chủ hãng bia Aying. Tuy nhiên ở đây chỉ bán bia Paulaner Bräu, vì tại Oktoberfest chỉ được phép bán bia của các hãng trong thành phố. Mỗi năm tại đây có tổ chức giải vô địch Đức về bắn nỏ, nội dung 30 m.
Năm 2014, ban Platzl Oktoberfestkapelle chơi nhạc, lúc họ giải lao thì có nhóm „Wolfsegger Buam" thay thế.

### Augustiner-Bräu

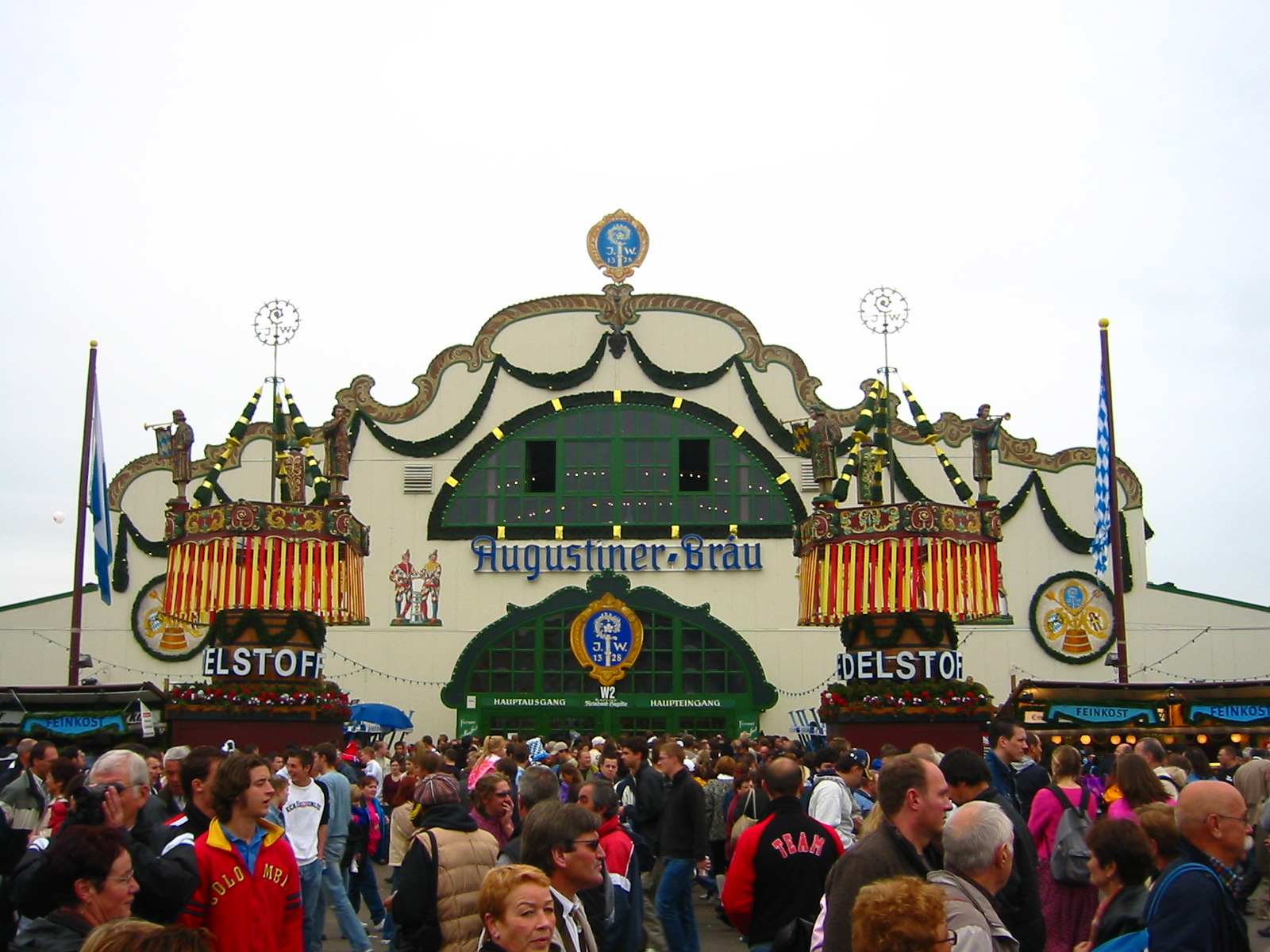
Lều Augustiner

Hãng bia Augustiner là hãng duy nhất ở München vẫn còn dùng các thùng bia gỗ vào dịp Oktoberfest. Lều có chỗ bên trong 6000 và bên ngoài 2500. Chủ lều Manfred và Thomas Vollmer cũng là chủ hai quan ăn lớn Augustiner ở München (Landsberger Straße và Neuhauser Straße).

### Lều Bräurosl / Pschorrbräu-Festhalle

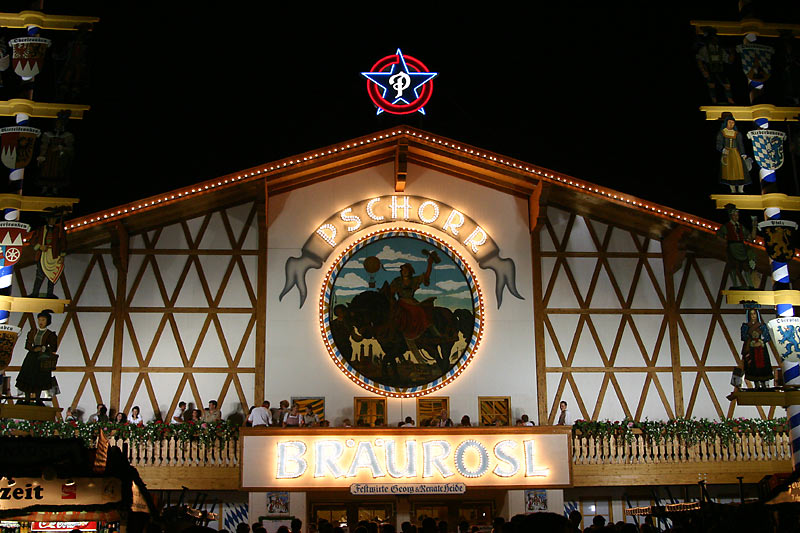
Lều Bräurosl

Lều Bräurosl là lều của gia đình Heide, mà cũng điều hành quán ăn lớn Heide-Volm ở Planegg, cạnh München. Ở lều này theo truyền thống mỗi năm cứ ngày chủ nhật đầu tiên của dịp lễ dành cho các người đồng tính („Gay Sunday") được tổ chức bởi hội „MLC Münchner Löwen Clubs e.V."
Biểu trưng cho lều Bräurosl là 2 cây tháng 5 (Maibaum) cao 20 m dựng trước lều. 2004 lều được xây hoàn toàn mới, từ năm 2010, lều Bräurosl có 6.200 chỗ bên trong và 2.200 ở ngoài vườn. Ở đây được rót bia của hãng Hacker-Pschorr.